# 1898 în artă
← 1895 în artă — 1896 în artă — 1897 în artă ——  1898 în artă  —— 1899 în artă — 1900 în artă — 1901 în artă →
1898 în artă a implicat o serie de evenimente:

## Evenimente

Evelyn De Morgan (1855 – 1919) - Pictura mitologică Elena din Troia

### Evenimente artistice oriunde
Fără date precise,
- Berlin Secession
- Compania Bromsgrove Guild of Applied Arts, o companie de varii artiști plastici și designeri, asociați mișcării artistice Arts and Crafts, este fondată de sculptorul Walter Gilbert în Marea Britanie.
- Ciclul de litografii, al artistei plastice germane Käthe Kollwitz, Țesătorii, este expusă pentru prima dată publicului.
- Termenul generic de Tânăra Polonie (în poloneză Młoda Polska) este folosit prima dată, după apariția manifestului artistic scris de Artur Górski, publicat în ziarul Życie („Viață”), din Kraków, pentru de desemna perioada modernismului din artele Polonie.
- Henri Matisse se căsătorește cu Amélie Noellie Parayre, după care, la sfatul lui Camille Pissarro, se mută la Londra pentru a studia picturile lui J. M. W. Turner.
- Colecția de arte frumoase The Hope Collection of Pictures este vândută la Londra pentru suma de £121.550 (lire sterline).[1]

## Lucrări

### Picturi
- Edwin Austin Abbey – Regele Lear, (Actul I, Scena I)
- José Ferraz de Almeida Júnior (1850 – 1899), designer și pictor brazilian – Moment inoportun
- Ivan Aivazovsky – Printre valuri
- Teodor Axentowicz – Autoportret
- Arnold Böcklin – Ciuma
- Edward Burne-Jones – Ultimul somn al lui Arthur în Avalon (complet)
- John Collier – Lady Godiva
- Luigi Crosio – Refugium Peccatorum Madonna
- Evelyn De Morgan – Elena din Troia
- Herbert James Draper – Deplângerea lui Icar
- Thomas Eakins – Salutat

## Arte vizuale

### Sculptură

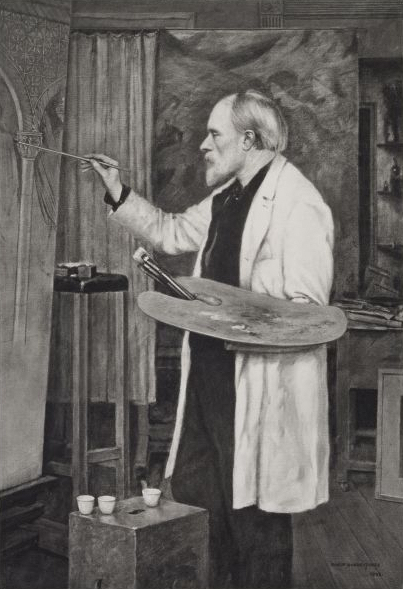
Foto-gravură realizată de Frederick Hollyer
(în 1900) după pictura artistului plastic Edward Burne-Jones, realizată de fiul acestuia Philip Burne-Jones, în 1898

== Expoziții ==

## Nașteri

### Ianuarie - iunie
- 13 ianuarie –
- 4 februarie –
- 28 februarie –
- 10 martie –
- 23 martie –

### Iulie - decembrie
- 1 iulie –
- 17 august –

## Decese
- 8 ianuarie –

## Galerie (lucrări din 1931)
- Lucrări reprezentative
- 1898 –
- 1898 –
- 1898 –
- 1898 –
- 1898 –
- 1898 –
- 1898 –